# باب تشنزويية (غلزار بردسير)
باب تشنزويية (بالفارسية: باب چنزوییه) هي قرية تقع في إيران في البلدة المركزية.